# Боевой шок (фильм)
«Боевой шок» (англ. Battle Shock), первоначально вышел под названием «Женская преданность» (англ. A Woman's Devotion) — фильм нуар режиссёра Пола Хенрейда, который вышел на экраны в 1956 году.
Фильм рассказывает о художнике Треворе Стивенсоне (Ральф Микер), который проводит медовый месяц в Акапулько со своей молодой женой (Дженис Рул). Вскоре в городке происходят убийства двух молодых женщин, одна из которых в ночь убийства гуляла с Тревором, а вторая, как выясняется, пыталась его шантажировать. Капитан местной полиции (Пол Хенрейд) подозревает в этих убийствах Тревора, который страдает от психической травмы, полученной в результате «боевого шока» во время Второй мировой войны.
Фильм получил смешанные отзывы критики, отметившей грамотную постановку и хорошую игру исполнителей главных ролей, но при этом критиковавших фильм за отсутствие напряжённости и чрезвычайно меленный темп повествования.

## Сюжет
Влюблённая американская пара, художник Тревор Стивенсон (Ральф Микер) и его жена Стелла (Дженис Рул), приезжают в мексиканский курортный городок Акапулько, где в весёлом настроении гуляют по порту и вдоль побережья. Затем, сославшись на усталость после переезда, Стелла направляется отдыхать в пансион синьоры Рейдл (Фэнни Шиллер), где они арендовали небольшой коттедж, а Тревор, чтобы избавиться от головной боли, решает немного прогуляться вдоль берега. Вскоре, привлечённый красотой молодой официантки, он заходит в небольшое кафе, где заказывает пиво и начинает набрасывать в альбоме её портрет. Его предложение попозировать ему в качестве модели девушка воспринимает как желание провести с ней ночь, и после работы ведёт его в своё бунгало. На следующее утро Тревор приходит домой, выпивает лекарство и ложится в кровать, при этом Стелла, не заметив его возвращения, продолжает спать.
Несколько часов спустя в пансионе появляется капитан Монтерос (Пол Хенрейд), сообщая, что официантка найдена задушенной в своём бунгало. В этой связи он собирается взять показания у Тревора, которого свидетели видели с официанткой вчера вечером. Так как Стелла сообщает, что Тревор принял лекарства и спит, капитан просит его зайти в участок в ближайшее время. Днём Тревор с женой приходит в участок, сообщая, что действительно виделся вчера с убитой девушкой, и после работы она позировала ему на пляже, однако вскоре у него заболела голова, и они расстались. В подтверждение своих слов Тревор показывает несколько сделанных вчера карандашных рисунков девушки. Монтерос просит пару без его ведома не уезжать из города в ближайшее время. Так как слова Тревора никто не может подтвердить, а поведение художника выглядит странным, Монтерос решает провести расследование его личности. Он направляет официальный запрос по месту рождения Стивенсона в штат Вермонт, откуда получает ответ, что Тревор Стивенсон — герой Второй мировой войны, которые имеет награды за отвагу. На фронте у него произошёл боевой шок, и его госпитализировали в психиатрическую больницу с контузией и амнезией. Тревор прошёл курс лечения, после чего был признан полностью здоровым и выписан из лечебницы. Он стал достаточно успешным художником, а шесть месяцев назад женился на сотруднице художественной галереи, и отправился с молодой женой путешествовать.
Вскоре служанка Мария (Розенда Монтерос) заходит к Стелле, сообщая, что в доме убитой официантки её муж Амиго Эррера (Ирийе Бейрут) нашёл рисунки Тревора, которые готов вернуть ему за вознаграждение. Стелла отправляется вместе с Марией, где угрожающего вида, пьяный Эррера показывает ей рисунки Тревора, на которых изображена официантка, требуя за низ шесть тысяч песо. Стелла сначала не поддаётся на шантаж, утверждая, что её муж спал дома, однако когда Эррера угрожает пойти в полицию, и тогда она соглашается заплатить. Вернувшись домой, Стелла допрашивает мужа, почему он не сказал ей, где был ночью. Тревор отвечает, что просто не хотел её расстраивать, что был дома у официантки, однако настаивает на том, что провёл у неё лишь около часа, делая наброски. Затем девушка дала ему выпить, после чего он заснул, а, проснувшись, увидел, что её нет дома, и вернулся домой. Стелла говорит, что верит мужу, однако боится шантажа Эрреры, который угрожает пойти в полицию, после чего Тревор станет главным подозреваемым в убийстве. Решив, что для неё важнее судьба мужа, Стелла собирается заплатить шантажисту. Вскоре она направляется в город, встречая около пансиона Монтеро. На вопрос капитана, почему на первом допросе они ничего не сказали о том, что Тревор лечился в психиатрической больнице, Стелла теряется, но делает вид, что знала об этом. Монтеро поручает своим людям незаметно проследить за Стеллой, которая некоторое время спустя заходит в банк, чтобы купить на доллары шесть тысяч песо. По возвращении в свой коттедж Стелла спрашивает Тревора о его болезни, однако тот отвечает, что просто боялся сказать ей об амнезии, и, кроме того, сейчас он в полном порядке. Тревор ещё раз подчёркивает, что к убийству девушки он не имеет никакого отношения. Стелла предлагает Тревору отправиться завтра утром на рыбалку, после чего сообщает Марии, что сегодня денег не будет. Затем Стелла направляется в порт, где договаривается с местным рыбаком, что завтра утром он отвезёт их с ночёвкой в Масатлан. Вскоре после её возвращения домой появляется капитан, который возвращает ей заплаченный рыбаку аванс, напоминая, что они пока не могут покидать город. После ухода капитана из спальни выходит Тревор, которому Стелла описывает сложившуюся ситуацию, говоря, что хочет вырваться на свободу. Тревор обещает разобраться с шантажистами, после его берёт у Стеллы деньги и уходит к Эррере. Ему открывает Мария, и так как Эррера сильно пьян и спит, Мария, которая является его любовницей, забирает деньги и отдаёт рисунки, после чего предлагает выпить текилы. В тот момент, когда Мария говорит, что тоже могла бы ему позировать, Тревор, услышав автомобильный визг, ощущает кружение и шум в голове.
Тем временем капитан Монтеро делится соображениями со своим боссом, шефом местной полиции (Карлос Рикельме). По мнению Монтеро, Тревор по-прежнему психически не здоров, и мог в припадке совершить убийство, после чего решает ещё раз допросить Стивенсонов. Позднее тем же вечером пьяные собутыльники будят Эрреру, который обнаруживает, что Мария задушена в его бунгало. В этот момент Тревор пробуждается на набережной, и, ничего не понимая, бредёт по улице. Стелла ждёт Тревора в ресторане на ужин, однако появляется Монтерес. Недовольная и испуганная постоянным вниманием к себе, Стелла просит капитана прекратить их преследовать и разрешить им продолжить свой путь. В этот момент появляется Тревор, который, увидев возбуждённое состояние жены, набрасывается на капитана, и между ними начинается драка. В конце концов Тревор теряет сознание, и его относят в коттедж. Стелла просит прощения за мужа, уверяя, что раньше с ним такого не было, и обещает, что завтра утром они вдвоём придут в участок. В этот момент капитану докладывают о том, что Мария найдена мёртвой. Полиция приезжает к Эррере, который клянётся, что любил Марию и не убивал её. Однако полицейские заключают, что Эррера сначала убил свою жену, чтобы быть с Марией, а затем из ревности убил и её. Эрреру задерживают и доставляют в участок. Несмотря на то, что на первое убийство у Эрреры есть алиби, так как в этот момент он участвовал в боксёрском бою в Гвадалахаре, шеф полиции считает его главным подозреваемым и оставляет под арестом в участке. После этого Монтерос направляет одного из своих офицеров сообщить Стивенсонам, что они свободны и могут покинуть Акапулько. Счастливая Стелла быстро собирает вещи, и будит мужа, который пережил во сне очередной кошмар. Она говорит Тревору, что скоро они будут дома, и в американском госпитале ему окажут необходимую помощь.
Тем временем в полицейском участке Эрреру спрашивают про шесть тысяч песо, которые обнаружили у Марии. Он сознаётся, что вместе с Марией шантажировал Тревора, который в ночь убийства его жены был в их доме и оставил там несколько своих рисунков. Монтерос направляется к Стивенсонам, и спрашивает у Стеллы, почему она не сказала, что в ночь убийства Тревор был дома у жены Эрреры, добавляя, что из любви и преданности мужу нельзя скрывать преступления. Стелла отвечает, что против её мужа не доказательств, после чего Монтерес упрекает её в том, что сейчас в тюрьме находится невинный человек, который может быть сурово наказан за то, чего не совершал. Когда Монтерос говорит Стелле, что опасается в том числе и за её будущее, она отвечает, что её муж хороший и невинный человек, заканчивая на этом разговор. Когда Стивенсоны направляются в аэропорт, Монтерос добивается от своего босса разрешения ещё раз допросить Тревора. В аэропорту у Тревора от звука работающих авиадвигателей начинается очередной приступ. Он выходит из зала ожидания и, пройдя через лётное поле, заходит в один из ангаров. Встревоженная Стелла следует за ним. Вскоре в аэропорту появляется полиция, которая также приближается к ангару, в котором у Тревора начинаются видения военного времени, когда во время бомбардировки госпиталя на его глазах погибло множество детей. Как и во время боевых действий, Тревор пытается дать отпор врагу. Он бьёт одного из полицейских, отбирая у него оружие, после чего начинает стрелять в воздух, как будто перед ним вражеский самолёт. Монтерос, понимая психическое состояние Тревора, пытается приблизиться к нему и успокоить его, однако другой полицейский, опасаясь за жизнь капитана, стреляет в Тревора. Ожидая скорую помощь, Тревор умирает на руках у Стеллы.

## В ролях
- Ральф Микер — Тревор Стивенсон
- Дженис Рул — Стелла Стивенсон
- Пол Хенрейд — капитан Энрике Монтерос
- Розенда Монтерос — Мария
- Фэнни Шиллер — сеньора Рейдл
- Хозе Торвай — Гомес
- Ирийе Бейрут — Амиго Эррера
- Тони Карбахал — сержант
- Хайме Гонсалес Куиононес — Роберто
- Карлос Рикельме — шеф полиции

## Создатели фильма и исполнители главных ролей
Как пишет историк кино Стюарт Гелбрейт, режиссёром и исполнителем одной из главных ролей в этом фильме является Пол Хенрейд, более всего известный по роли мужа Ингрид Бергман в «Касабланке» (1942). Как актёр Хенрейд также известен по фильмам «Вперёд, путешественник» (1942), «Обман» (1946) и «Бессмысленный триумф» (1948). В качестве режиссёра Хенрейд поставил семь фильмов, среди них криминальные мелодрамы «Только для мужчин» (1952), «Распутные девки» (1958) и «Двойник» (1964).
Как отмечает Гелбрейт, главные роли в фильме сыграли Ральф Микер, который только что закончил работу в фильме нуар «Целуй меня насмерть» (1955), и очень молодая Дженис Рул. Микер и Рул в то время были любовниками в реальной жизни, и вместе играли в бродвейском спектакле «Пикник», хотя и расстались задолго до того, как фильм вышел на экраны. В дальнейшем они постоянно работали, однако так и не достигли возлагавшихся на них надежд и оба умерли сравнительно молодыми.

## История создания фильма
Рабочими названиям этого фильма были «Краткое блаженство» (англ. Brief Rapture), «Ночи Акапулько» (англ. Noches de Acapulco) и «Акапулько» (англ. Acapulco).
Как сообщает Гелбрейт, этот фильм студия Republic Pictures снимала в Мексике. Согласно информации «Голливуд Репортер», фильм частично снимался на натуре в Акапулько. Хотя в Daily Variety сообщалось, что как места съёмок рассматривались Тампико и Масатлан, однако, как указывалось в информации «Голливуд репортер» от января 1956 года, из-за землетрясения киногруппа была вынуждена перебраться для съёмок в Акапулько.
По информации «Нью-Йорк Таймс» и других изданий, Ральф Микер и Дженис Рул ранее вместе играли пару молодых любовников в спектакле «Пикник», который шёл на бродвейской сцене с февраля 1953 по апрель 1954 года.
Для фильма была написана песня A Woman’s Devotion, которая звучит в некоторых версиях в начале и в конце картины.
В одном из интервью Хенрейд сказал, что фильм «был абсолютно разрушен студией. Это был приличный фильм… Видимо, они совсем не поняли фильм и вырезали его существенные части». Однако, по мнению Гелбрейта, «трудно себе представить, как более длинная редакция могла бы улучшить фильм. Судя по завершённому варианту, вырезанные сцены, вероятно, добавляли ещё немного дополнительных красок персонажу Хенрейда, но это определённо не спасло бы картину от скучной посредственности».
Британские дистрибуторы картины присвоили ей название «Боевой шок» (англ.  Battle Shock) и «Военный шок» (англ. War Shock). В дальнейшем фильм демонстрировался на телевидении под названием «Боевой шок».

## Оценка фильма критикой

### Общая оценка фильма
Как отметил современный историк кино Майкл Кини, эта картина является «предшественником многих фильмов, которые ещё только выйдут в Голливуде о ветеранах Вьетнамской войны. Это неторопливый детектив, в котором Микер хорошо справляется с ролью героя войны с психическими проблемами». Назвав картину «тревожным маленьким фильмом», историк кино Артур Лайонс, отметил, что он интересен «особенно потому что публика так никогда и не узнаёт наверняка, действительно ли Микер убил этих двух женщин. Фильм грамотно поставлен Полом Хенрейдом, однако сильно страдает от размытой цветной съёмки». По мнению Гелбрейта, фильм «с натяжкой можно назвать нуаровым триллером», поскольку он лишён «возбуждающих моментов». Однако он «заслуживает разового просмотра» по причине «великолепной съёмки неиспорченного Акапулько в цветовой системе TrueColor». Как далее пишет критик, этой «грамотной, но чрезвычайно тягомотной истории требуется вечность, чтобы наконец начаться. Оба убийства не показаны в кадре, а кульминация становится колоссальным разочарованием». Деннис Шварц посчитал картину «второстепенным фильмом нуар», составляющими частями которого являются «сыроватый детектив с убийством и психологическая драма». Как далее отмечает критик, «этот нелепый фильм категории В призывает нас не верить армейским госпиталям, которые выписывают пациентов с боевым шоком, заявляя, что те вылечены».

### Некоторые памятные моменты фильма
Многие критики обратили внимание на редкую для того времени недосказанность в определении виновного. Как пишет Хэл Эриксон, «зрителям предлагают ситуацию, в которой в зависимости от точки зрения улики указывают как на вину Тревора, так и на его невиновность. Хенрейд как режиссёр уклончив и избегает того, чтобы рассказать нам всю историю — продолжая удерживать информацию вплоть до мрачного финала». Что же касается поведения Тревора в кульминационных сценах, то оно «является интересным предшественником драматической школы „сумасшедшего вьетнамского ветерана“».
Как пишет Гелбрейт, «история раскручивается со скоростью улитки, и особенно её портит то, что Тревор проводит не менее трети картины спящим в кровати, а ещё треть — пребывая в пьяном или одурманенном состоянии, в то время, как Эррера почти всё своё экранное время спит в кровати или развалившись в гамаке». По словам критика, «через некоторое время эти постоянные сиесты становятся просто смешными, в частности, когда Тревор встаёт с кровати при появлении Стеллы, или наоборот, когда она встаёт с кровати при появлении Тревора, или когда Стелла как минимум трижды отвечает полицейским, что те не смогут поговорить с её мужем, потому что он спит». Гилберт далее замечает, что «сюжет разворачивается вокруг самого главного вопроса — убил ли Тревор официантку, а затем и Марию? Ближе к концу фильма становится ясно, что хотя Тревор и получил справку о том, что он здоров, его по прежнему мучают военные переживания, и прежде всего бомбёжки, во время одной из которых он был свидетелем гибели, возможно, сотен невинных детей. Однако не понятно, почему эти воспоминания заставляют его стать серийным душителем молодых привлекательных женщин? Это не просто не имеет никакого смысла, это даёт совершенно неверную с медицинской точки зрения картину психического заболевания». Наконец, «в ангаре аэропорта, он принимает звуки самолётного двигателя за военные бомбардировщики, а жену принимает за медсестру, бросая её на землю, чтобы защитить. Почему он не пытается её задушить? Появляются капитан Монтерос и ещё один полицейский. И хотя капитан приказывает своего подчинённого не стрелять в очевидно больного Тревора, коп тем не менее спускает крючок, убивая беспомощного ветерана, который так и не понял, что с ним происходит. Такова концовка, которая вряд ли кого-либо удовлетворит».
По мнению рецензента Noir of the Week, «как и предписано правилами нуара, с определённого момента можно предсказать печальный финал как роковой женщины этой истории, так и протагониста, каждый из которых получают свою справедливую расплату — она как паразитка, а он как жертва войны, печальный конец которого был лишь оттянут во времени». Рецензент полагает, что помимо главных героев, «прочие персонажи не заслуживают внимания, за исключением лесбийской пары, которая введена для юмора, и Марии, на которую возложена обязанность нести груз роковой женщины». Кроме того, Стелла обращает на себя внимание тем, что «чистит кисти в, вероятно, самых коротких шортах в истории нуара».